# Сусліна Інна Євгенівна
Інна Євгенівна Сусліна  (рос. Инна Евгеньевна Суслина, 5 січня 1979) — російська гандболістка, олімпійська медалістка.

## Виступи на Олімпіадах
| Олімпіада  | Дисципліна | Місце |
| ---------- | ---------- | ----- |
| Пекін 2008 | гандбол    | 2     |